# 1924年パリオリンピックのラグビー競技
1924年のオリンピックのラグビー競技（1924ねんパリオリンピックのラグビーきょうぎ）はパリで行われた。アメリカ合衆国がパルチザンの観客の前でフランスを破り金メダルを獲得した。
全試合がコロンブのスタッド・オランピックで行われた。2016年に7人制ラグビーが導入されるまで、オリンピックで最後に行われたラグビー競技であった。

## エントリー
1923年9月、アメリカオリンピック委員会は1924年のパリオリンピックにアメリカラグビーチームを送ることに同意した。フランスオリンピック委員会(FOC)は1924年のパリオリンピックの最初の競技としてラグビーを予定しており、ルーマニアとアメリカにはヨーロッパチャンピオンに対する置物の敵となることのみが期待されていた。フランスは荘重に金メダルを獲得するために選出された。

## アメリカの到着
アメリカのオリンピックラグビーチームは、カリフォルニア州オークランドから電車、バス、フェリーで6,000マイル移動したのち、イングランド経由で1924年4月27日にパリに到着した。選手たちがフランスの土地に足を踏み入れる前からチームは敵意の対象であった。アメリカのチームは、ブローニュの港で入国管理官から入国を拒否され、さらに選手たち（その多くは荒れた渡航により船酔いしていた）は12時間以上も事態が解決するのを待っていた。

## フランス対ルーマニア

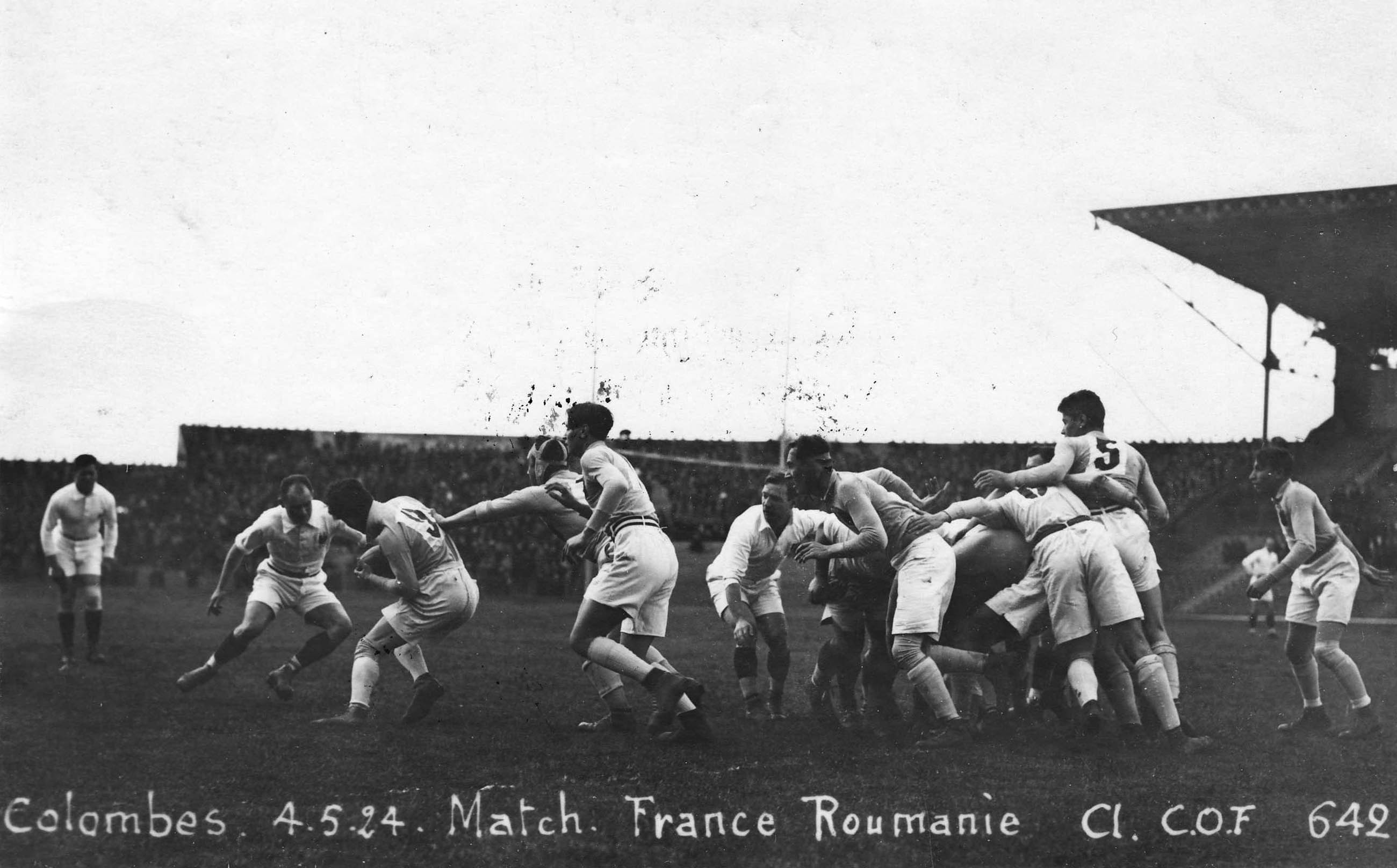
フランス対ルーマニアの試合の1シーン

1924年のパリオリンピックは、5月4日のフランスとルーマニアの試合で始まった。最初の15分でフランスは東ヨーロッパの小国に59対3で勝利し、スタッド・フランセのウィングAdolphe Jauréguyによる4回のトライ含む13回のトライを記録した。
試合後、フランスとアメリカの試合の審判員を巡り別のラウンドが始まった。論争はフランス側に悪化し、チームに練習場を提供しなくなったため、アメリカのチームは自分たちで都市の郊外に公園を見つけた。火の手をあおり、フランスの報道はパリ市カウンセラー(Paris City Counselor)がアメリカのチームを批判する記事を発表した。アメリカチームはフランスチームがピッチに来てこの問題について議論するよう招待した。さらに悪いことに、その週末にアメリカ側がルーマニアとの試合を撮影できなかったというフランスオリンピック委員会の決定についての議論が始まった。フランスの会社がオリンピックを撮影する唯一の権利を与えられており、アメリカチームが試合を撮影するという要求は完全に拒否されていた。8日の会議では問題は解決しなかったため、Sam Goodmanはフランスの主催者にアメリカが撤退する可能性があると伝えた。
火に油は注がれ、その日のトレーニングセッション中にアメリカ選手の服が奪われた。フランス人の随行員が配置されていたが、チームは約4000ドル相当の現金と所持品を失った。Cleavelandとそのチームメイトはあまり幸せではなく、報道における扱いにアメリカ側は呪われ、パリの通りに唾を吐いた。フランスの報道機関はパリで激しい反米感情をかきたてた。

## アメリカ対ルーマニア

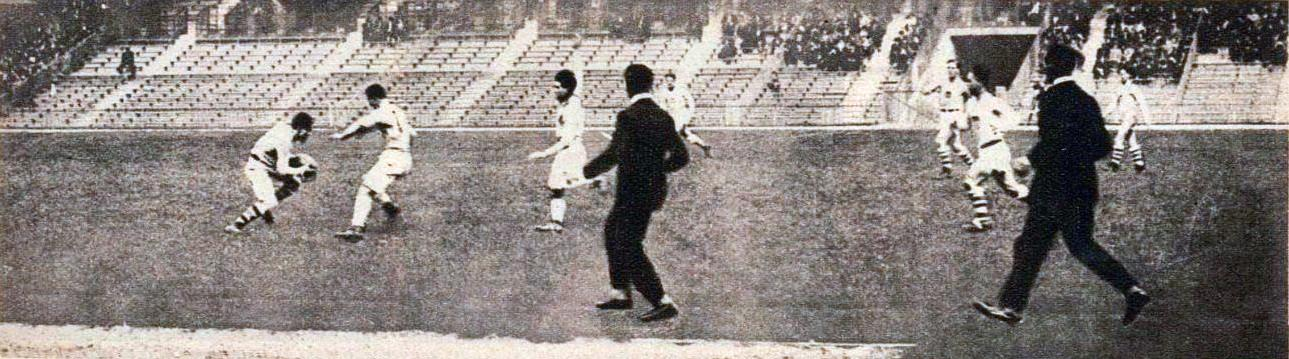
ボールを持ったアメリカ選手Charles Doeとルーマニアチーム

日曜日、5月11日、アメリカチームがフライハーフのNorman、センターのRichard Hyland、フランカーのJack Patrickをもってコロンブのスタジアムでルーマニアを破った。
フルバックのCharlie Doeはその日キックの調子が良く、13点をあげた。印象的な勝利であったが、困難な状況が醸造されていた。アメリカ人がボールに触れるたびに約6000人のフランス人の群衆がブーやシッという音をたてた。逆にルーマニアチームがボールを保持すると、歓声と叫び声をあげた。そして誰もがアメリカチームが厳しい、身体的な試合をすると感じていたが、アメリカとフランスの両方のスポーツ記者は、その大きさと適性と相まって、暴力の欠如とアメリカのプレーの熟練した性質に注目した。
フランスの報道の中にはファンが試合で不平等であったことを認めたものもあった。それでもオッズはアメリカに対して5対1に設定され、Still the odds were set at 5 to 1 against the US with a 20-point spread in the upcoming match with France. 2日後、決勝の審判員の問題は、ウェールズのAlbert Freethyが選出され解決した。

## 決勝
コロンブスタジアムで行われたフランスとアメリカ合衆国の決勝では、フランスのファンがアメリカチームにブーやシッという音を立てた。フランスのファンはボトルや岩をフィールドやアメリカ選手や役員に投げ、スタンドで乱闘が起こった。アメリカの控え選手Gideon Nelsonは杖が顔にぶつかった後に意識を失い、フランスのファンが決勝のホイッスルでピッチに侵入し、アメリカチームを守るために警察が置かれた。メダル授与式では星条旗がフランスのファンによるブーとシッという音でかき消され、アメリカチームは警察の保護の下でロッカールームに護衛されなければならなかった。

## 結果
| 5月4日 | フランス | 59–3   | ルーマニア    | コロンブ、スタッド・オランピック |
| 5月4日 | トライ: Beguet, Behoteguy (2), Dupouy (3), Etcheverry, Gerintes, Got (2), Jaureguy (4) コンバート: Beguet (7) PK: Beguet, Behoteguy | Report | トライ: Tudor | コロンブ、スタッド・オランピック |

| 5月11日 | アメリカ合衆国                                                         | 37–0   | ルーマニア | コロンブ、スタッド・オランピック |
| 5月11日 | トライ: Patrick (3), Hyland (4), Cleveland コンバート: Doe (5) PK: Doe | Report |            | コロンブ、スタッド・オランピック |

| 5月18日 16:30 | フランス      | 3–17   | アメリカ合衆国                                                 | コロンブ、スタッド・オランピック 観客数: 30,000人 レフリー: Albert Freethy |
| 5月18日 16:30 | トライ: Galau | Report | トライ: Patrick, Rogers, Farrish (2), Mannelli コンバート: Doe | コロンブ、スタッド・オランピック 観客数: 30,000人 レフリー: Albert Freethy |

| フランス |  | アメリカ合衆国 |

|                        |    |    |    |                   |
| Jean Etcheberry        | FB | 1  | FB | Caesar Mannelli   |
| Jean Bayard            | W  | 2  | W  | Ed Graff          |
| Louis Béguet           | C  | 3  | C  | John O'Neil       |
| Aimé Cassayet-Armagnac | C  | 4  | C  | Alan Valentine    |
| M.F. Lubin-Lebrère     | W  | 5  | W  | Linn Farrish      |
| Alexandre Bioussa      | FH | 6  | FH | Colby Slater      |
| René Lasserre (c)      | SH | 7  | SH | Dudley DeGroot    |
| Étienne Piquiral       | F  | 8  | F  | John Patrick      |
| Clément Dupont         | F  | 9  | F  | Rudy Scholz       |
| Henri Galau            | F  | 10 | L  | Robert Devereux   |
| Raoul Got              | L  | 11 | L  | George Dixon      |
| Jean Vaysse            | L  | 12 | L  | Richard Hyland    |
| André Béhotéguy        | H  | 13 | P  | Norman Cleaveland |
| Adolphe Jauréguy       | H  | 14 | H  | Lefty Rogers      |
| Étienne Bonnes         | P  | 15 | WF | Charles Doe       |

## 最終順位
| 順位 | チーム | 試合数 | 点 | 平均点 | トライ数 | 平均トライ数 |
| ---- | ------ | ------ | -- | ------ | -------- | ------------ |
| 金   | USA    | 3      | 54 | 18.00  | 9        | 3.0          |
| 銀   | FRA    | 3      | 62 | 20.66  | 19       | 6.33         |
| 銅   | ROM    | 3      | 3  | 1.00   | 1        | 0.33         |

## 選手名簿
完全な選手名簿
| 金 | 銀 | 銅 |
| アメリカ合衆国 Charles Austin R. Brown John Cashel Philip Clark Norman Cleaveland Hugh Cunningham Dudley DeGroot Robert Devereux George Dixon Charles Doe Linn Farrish Edward Graff C. Grondona Joseph Hunter Richard Hyland Caesar Mannelli Charles Mehan John Muldoon William Muldoon John O'Neil John Patrick William Rogers Rudolph Scholz Colby Slater Norman Slater Charles Lee Tilden, Jr. Edward Turkington Alan Valentine Alan Williams | フランス F. Abraham René Araou Jean Bayard Louis Béguet André Béhotéguy Marcel Besson Alexandre Bioussa Étienne Bonnes François Borde Adolphe Bousquet Aimé Cassayet-Armagnac F. Cayrol François Clauzel Clément Dupont Albert Dupouy Jean Etcheberry E. Frayssinet Henri Galau Gilbert Gérintès Charles-Antoine Gonnet Raoul Got Adolphe Jauréguy René Lasserre Louis Lepatey Marcel-Frédéric Lubin-Lebrère Camille Montade Roger Piteu Étienne Piquiral Eugène Ribère Jean Vaysse | ルーマニア Nicolae Anastasiade Dumitru Armăşel Gheorghe Benția J. Cociociaho Constantin Cratunescu Teodor Florian Petre Ghiţulescu Ion Gîrleşteanu Octav Luchide Jean Henry Manu Nicolae Mărăscu Teodor Marian Sorin Mihăilescu Paul Nedelcovici Iosif Nemeş Eugen Sfetescu Mircea Sfetescu Soare Sterian Mircea Stroescu Atanasie Tănăsescu Mihai Vardala Paul Vidraşcu Dumitru Volvoreanu |